# John Chibuike
John Chibuike est un footballeur nigérian qui peut jouer milieu de terrain axial ou ailier gauche. Il évolue actuellement au Rosenborg BK en Norvège.

## Biographie
« Chibbe » commence sa carrière au Enugu Rangers et intègre l'équipe première lors de la saison 2008-09. Il rejoint ensuite le BK Häcken avant le début de la saison 2009 en Suède. Principalement utilisé en tant que défenseur par les Rangers, il est reconverti milieu de terrain par son nouvel entraîneur, Peter Gerhardsson. 

### BK Häcken
Après des débuts timides en Suède, Chibuike se fait remarquer par sa bonne vision du jeu et sa technique. Il devient rapidement l'un des maillons essentiels de l'équipe et participe à 22 des 30 rencontres de championnat (pour 6 buts). Lors de sa seconde saison, il dispute 27 des 30 matchs d'Allsvenskan, marque 3 buts et délivre 3 passes décisives. Mais c'est au début de la saison 2011 qu'il semble enfin prendre sa pleine mesure : après 15 rencontres de championnat, il a déjà fait aussi bien que lors de la saison précédente. Au point d'être considéré par de nombreux éditorialistes suédois comme le joueur le plus important de l'effectif des jaunes et noirs et probablement l'un des plus talentueux du championnat.
Après la victoire d'Häcken face à l'IFK Göteborg, le 10 avril 2011, Chibuike annonce qu'il souhaite quitter le club avec qui il est encore lié jusqu'à fin 2012. Suivi par de nombreux clubs en Angleterre, aux Pays-Bas, en Belgique et en Suisse, il s'imagine rejoindre un club « hollandais, allemand ou français », l'Angleterre, l'Italie ou l'Espagne n'étant pas des destinations « réalistes » à ses yeux.

### Rosenborg BK
Le 29 août 2011, Chibuike est recruté pour trois ans par Rosenborg BK, l'un des plus grands clubs scandinaves moyennant une indemnité estimée à 15MSEK